# Lac de Devesset
Le Lac de Devesset est associé au barrage éponyme. Il est à la source de l'Eyrieux sur la commune de Devesset, dans l'arrondissement de Tournon-sur-Rhône, dans le département de l'Ardèche, en région Auvergne-Rhône-Alpes.

## Présentation
Créé pour l'alimentation en eau et les loisirs, le barrage est terminé en 1974 et durant l'hiver 1974-1975 la mise en eau est faite. Sa superficie est de 51 ha,. Sa profondeur maximale est de 10,5 m (mesurée en 2011). Il est à 1 074 m d'altitude. Il est situé sur le plateau du Haut-Vivarais.

## Barrage
Le barrage est une retenue en terre de 200 m de longueur pour 20 m de hauteur.

## Activités
Une base de nautique et de loisirs est implantée au bord du lac. Elle propose des activités sportives terrestres (orientation, vtt, course) ou nautiques (voile, bateau à pédales) et pédagogiques. 
Un sentier botanique aménagé de 3,5 km permet de faire le tour du lac à pied.  C'est aussi un site de pêche de 1ère catégorie.
Des hébergements sont possibles sur le site du lac : camping caravaning, gîtes et un point accueil groupe. Une restauration rapide de type snack est proposée durant la période estivale.

## Environnement
Entouré de sapins, le site du lac est une ZNIEFF 820030964 Lac de Devesset de 124 ha et une partie de la zone est classée Natura 2000 - FR8201667 sous le nom de Tourbières du plateau de Saint-Agrève.

### Faune
Concernant la faune, on trouve le castor d'Eurasie, le lézard vivipare, le pipit farlouse, le circaète Jean-le-Blanc, l'azuré des mouillères, le damier de la succise etc...

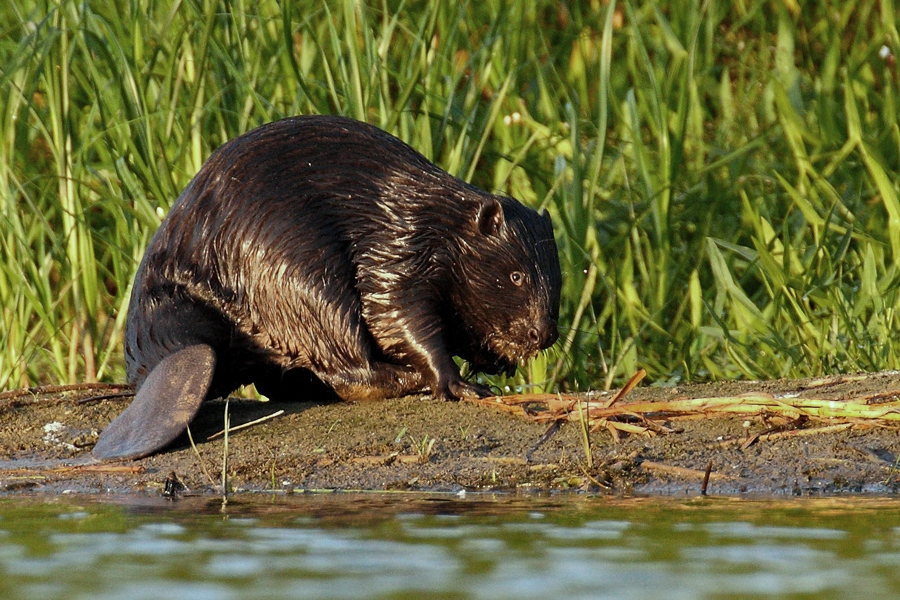
castor d'Eurasie
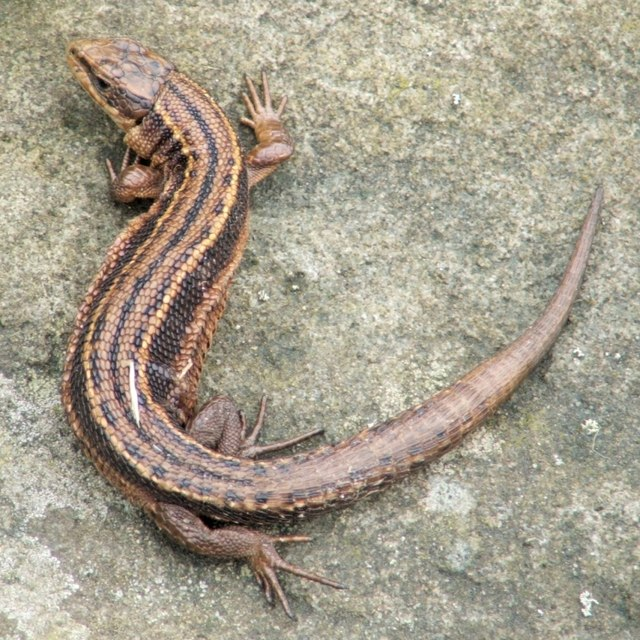
lézard vivipare
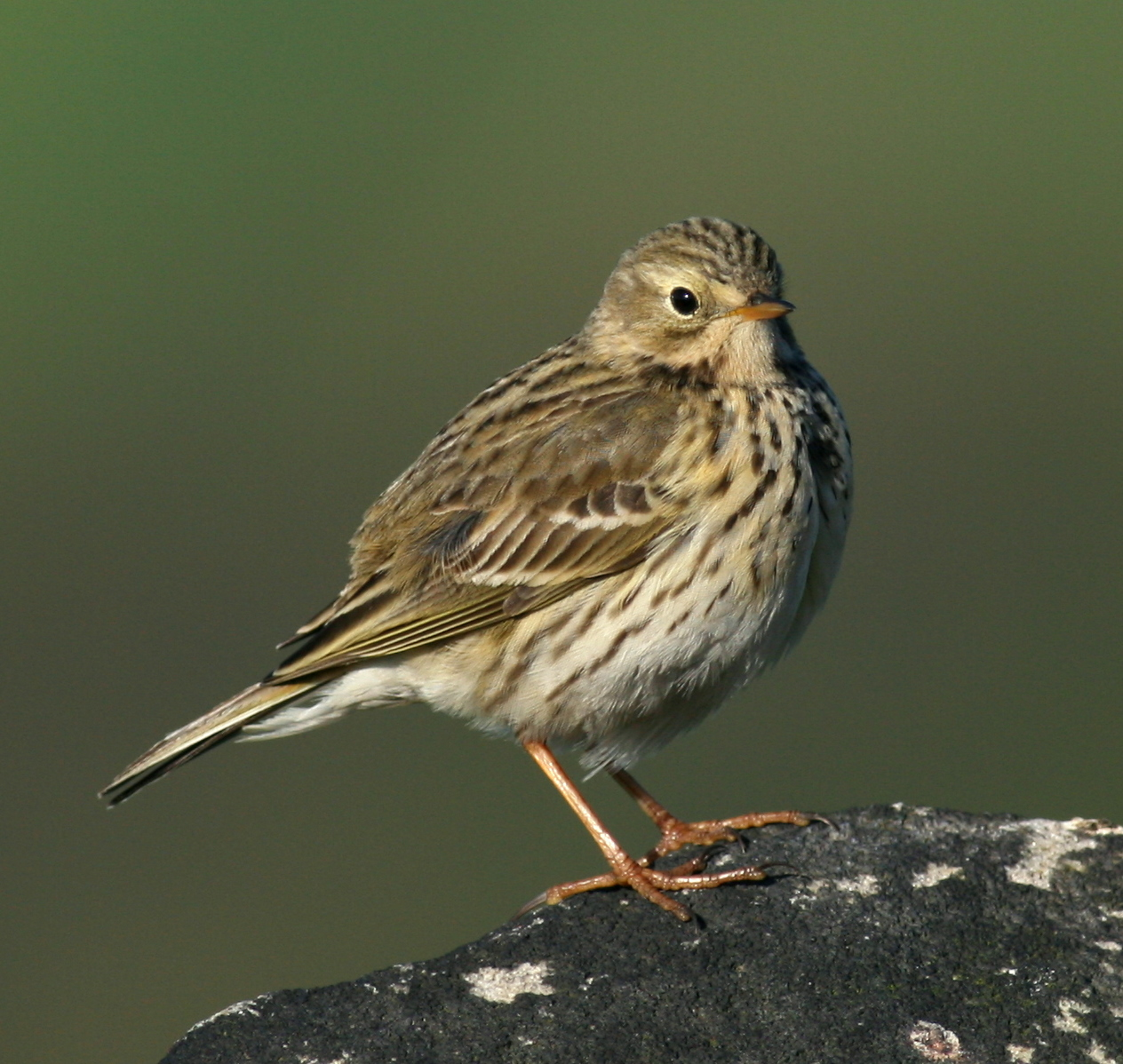
pipit farlouse
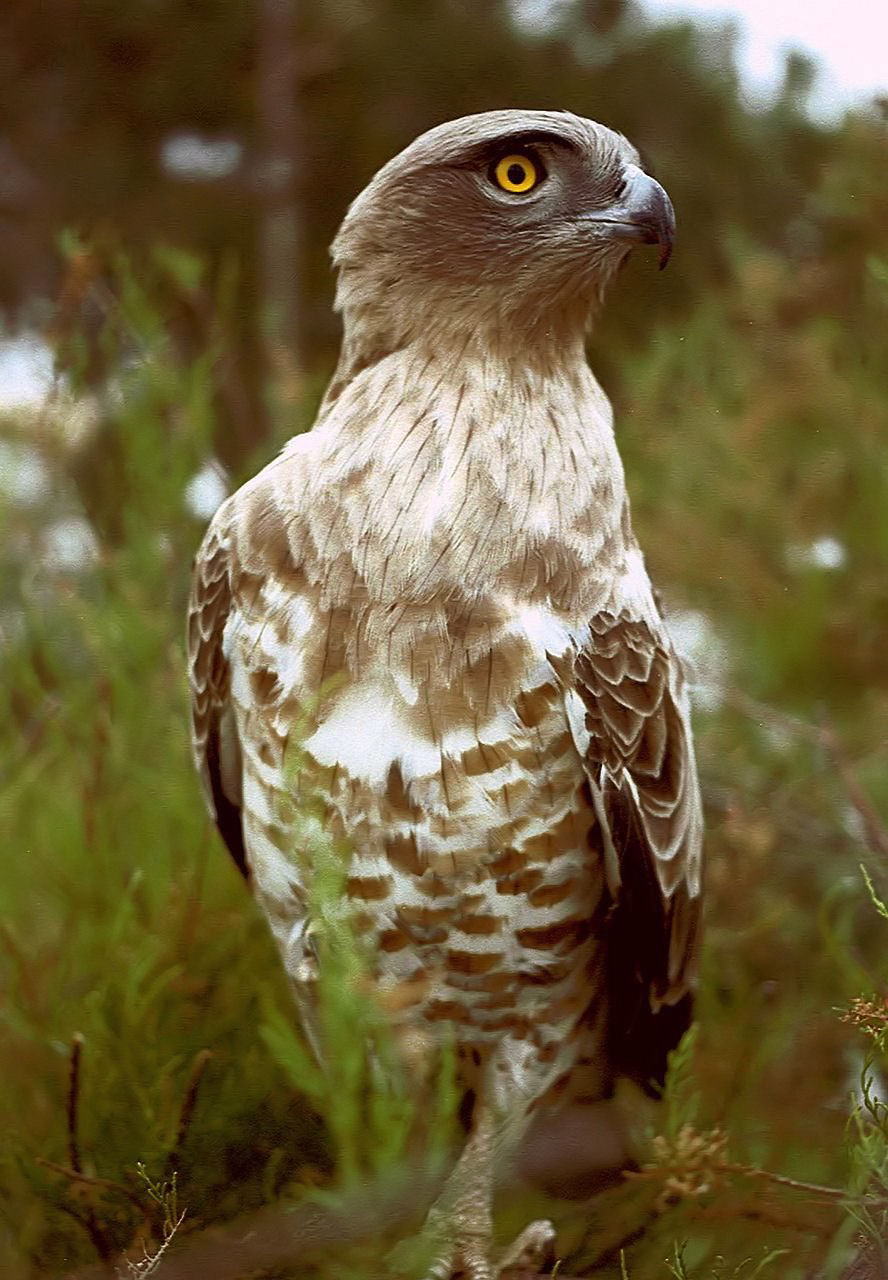
circaète Jean-le-Blanc
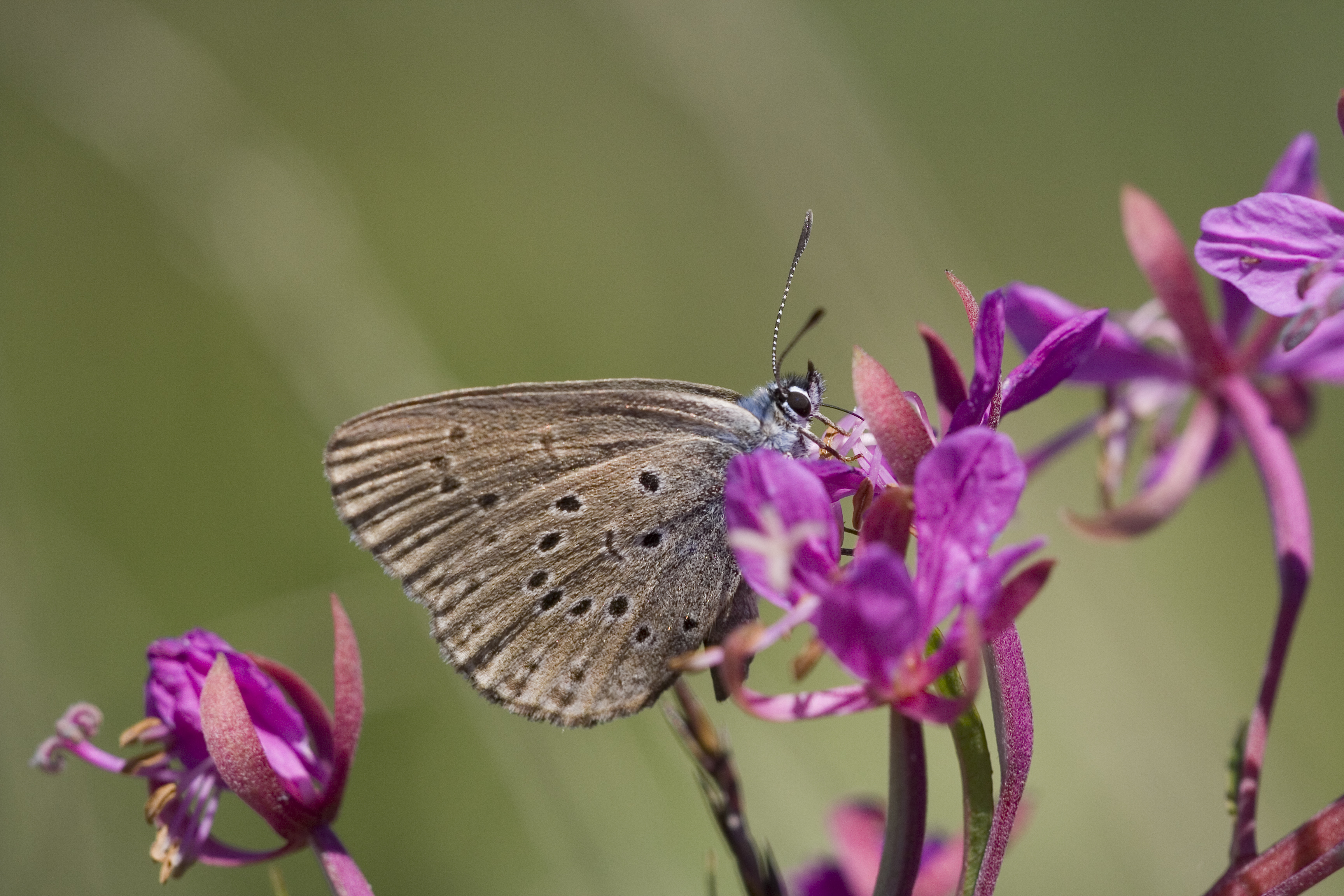
azuré des mouillères
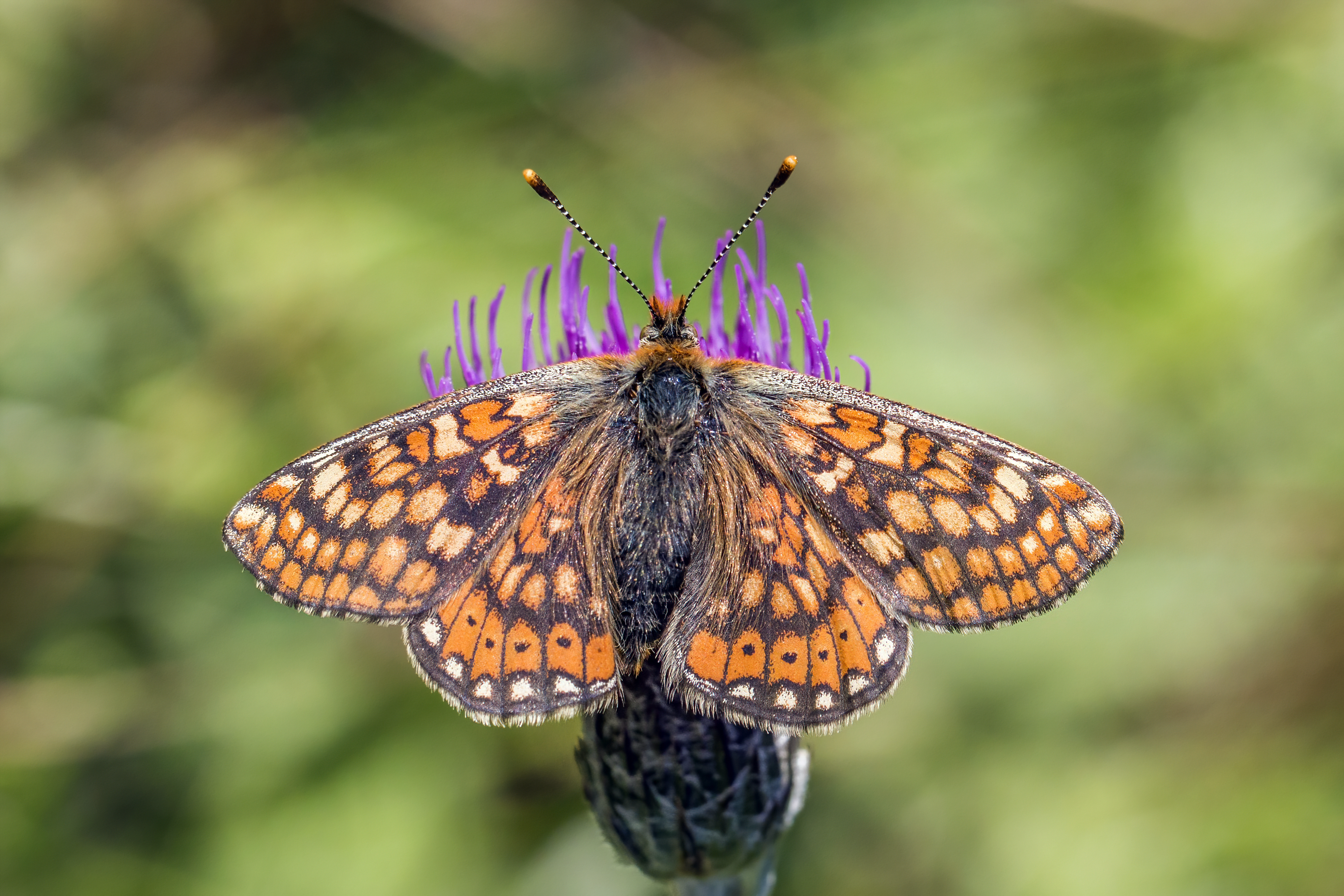
damier de la succise